# Туризм в Словакии
Туризм в Словакии предлагает натуральные ландшафты, горы, пещеры, средневековые замки и городки, народные архитектурные памятники, минеральные и лыжные курорты.
Более 1,6 млн человек посетили Словакию в 2006 году и наиболее привлекательными для туристов местами были столица Братислава и Высокие Татры. Большинство туристов приезжает из Чехии (около 26 %), Польши (15 %) и Германии (11 %).